# Alternanthera gracilis
Alternanthera gracilis là loài thực vật có hoa thuộc họ Dền. Loài này được M. Martens & Galeotti mô tả khoa học đầu tiên năm.